# Polyacrylate de sodium
Le polyacrylate de sodium est un polymère de formule [-CH2-CH(COONa)-]n. Sa capacité à absorber de 200 à 300 fois sa masse en eau fait qu'il est notamment très utilisé comme polymère superabsorbant dans certains biens de consommation courante, par exemple, depuis quelques années, dans les couches culottes pour enfant ou adulte.
Les sels de sodium d'acides polyacryliques sont les plus utilisés dans l'industrie, mais il existe d'autres sels de ce type disponibles sur le marché, dont ceux de potassium, de lithium et d'ammonium.
Des polyacrylamides peuvent être copolymérisés avec l'acide acrylique et d'autres monomères. Sous forme réticulée, ces copolymères mélangés peuvent donner des polymères superabsorbants de spécialité.

## Histoire
Les origines de la chimie des polymères « superabsorbants » remonteraient au début des années 1960 quand l'industrie chimique, à la demande du ministère américain de l'Agriculture, a élaboré de premiers matériaux polymères superabsorbants.

## Utilisations
Ces produits chimiques sont par exemple utilisés comme :
- agents séquestrants associés à certains détergents. En séquestrant le calcium et le magnésium avec l'eau, ils peuvent améliorer l'efficacité des agents tensioactifs de ces détergents ;
- agents épaississants ;
- agents d'enrobage ;
- absorbeurs d'eau pour certains systèmes d'enneigement artificiel ;
- couches jetables (et vêtements superabsorbants utilisés par les astronautes lors de leur sortie extravéhiculaire) ;
- gels chimiques « amusants » ou dits « de loisirs » pour le bain (comme Gellibaff ou Squishybaff) ;
- perles d'eau (testées en agriculture de zone aride mais sujettes à controverse notamment pour des problèmes de capacité d'échange cationique de ces substances[2]) ;
- absorbants spécialisés (de produits aqueux) pour divers usages industriels ;
- lubrifiants intimes.